# Donauwelle

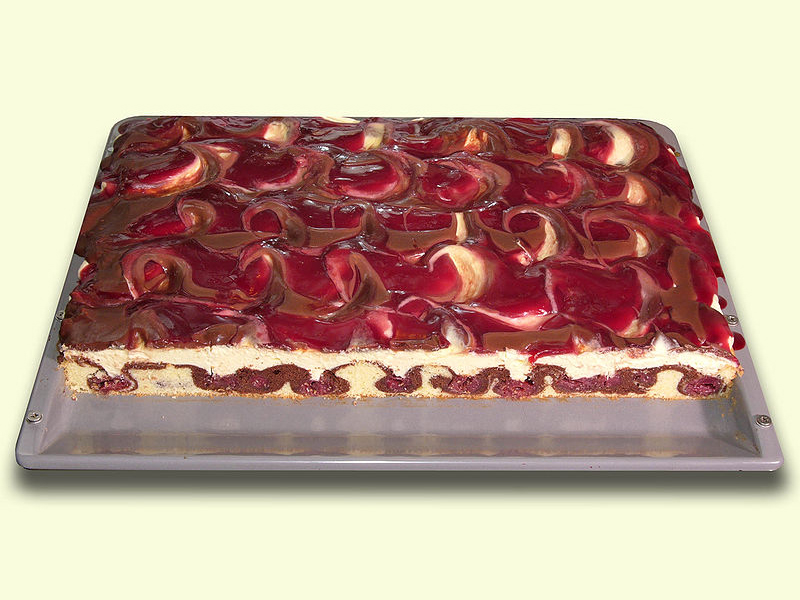
Donauwelle

Donauwelle (česky Dunajská vlna) je dort z třeného těsta s višněmi, máslovým krémem a kakaem. Dort je obvykle pečen na obdélníkovém plechu a krájen na pravoúhlé kousky. 
Připravené třené těsto se rozdělí například na poloviny. Jedna polovina se kakaem obarví na hnědo. Na plech s pečicím papírem se nejprve nanese světlé těsto a na něj těsto tmavé. Na hnědou vrstvu těsta se umístí višně (alternativně lze použít i jiné plody, například meruňky). Hmotnost višní a jejich případné lehké zamáčknutí do tmavého těsta vede k promíchání světlé a tmavé části těsta a vytvoření kýženého efektu vlny na řezu dortu (viz obrázek). Před umístěním višní mohou být obě těsta velmi decentně promíchána například za pomoci hrotů vidličky nebo jiným vhodným nástrojem. Po upečení se nechá korpus vychladnout a poté se potře dostatečnou vrstvou máslového krému. Ten je buď zcela uhlazen, nebo je vytvarován do podoby vlnek. Na krém je následně aplikována čokoládová poleva. Pokud byla čokoládová poleva aplikována na uhlazený máslový krém, je možné v ní za pomoci vhodného nástroje vytvořit vlnky nebo její povrch ozdobit jiným způsobem.   
Tento dort bývá nazýván také jako Schneewittchenkuchen či Schneewittchentorte (česky Sněhurčin dort). Tyto alternativní názvy jsou ale mnohem častěji používány pro dort Donauwelle, u kterého byla čokoládová poleva nahrazena višňovým želé. Nicméně to není pravidlo a někdy jsou oba pojmy použity i pro dort Donauwelle s čokoládovou polevou.